# علي الشمري (لاعب كرة قدم كويتي)
علي الشمري ، لاعب كرة قدم سابق و مدرب كرة قدم كويتي.
و هو مدرب نادي النصر الكويتي السابق.
ودرب الفريق أعوام: 1999/2000 - 2001/2002 2008/2009.